# Donald Fagen
Donald Jay Fagen, född 10 januari 1948 i Passaic i New Jersey, är en amerikansk musiker och låtskrivare och en av grundarna till musikgruppen Steely Dan.

## Biografi
Tillsammans med Walter Becker, som han träffade 1967 under sin collegetid, startade han Steely Dan 1972. De två utgjorde kärnan i gruppen och tillsammans skrev de, helt eller delvis, alla deras låtar. Becker spelade gitarr, och Fagen keyboard och sång. Så småningom lämnade de flesta andra medlemmarna Steely Dan och gruppen blev mer av ett studioprojekt för Becker och Fagen. År 1982 upplöstes gruppen och Fagen gav ut sitt första soloalbum – The Nightfly. Han blev mycket hyllad för denna LP men hade svårt att följa upp den. 
Fagen ägnade sig under 1980-talet åt diverse olika projekt och kom först 1993 med en ny skiva, Kamakiriad. Under 1990- och 2000-talets första decennium började han att arbeta med Becker igen i ett återförenat Steely Dan. Det skulle dröja fram till 2006 innan han gjorde sin första soloturné. 
I november 2007 gavs samlingsboxen The Nightfly Trilogy ut. Boxen innehåller Fagens tre tidigare soloalbum plus en del bonusmaterial.

## Diskografi (urval)
Studioalbum (solo)
- The Nightfly (1982)
- Kamakiriad (1993)
- Morph The Cat (2006)
- Sunken Condos (2012)

Samlingsalbum (solo)
- The Nightfly Trilogy (2007)